# Vietnam en los Juegos Olímpicos de Sídney 2000
Vietnam estuvo representado en los Juegos Olímpicos de Sídney 2000 por siete deportistas, tres hombres y cuatro mujeres, que compitieron en cuatro deportes.

## Medallistas
El equipo olímpico vietnamita obtuvo las siguientes medallas:
| Nombre         | Deporte   | Competición |
| -------------- | --------- | ----------- |
| Oro            |           |             |
| —              |           |             |
| Plata          |           |             |
| Trần Hiếu Ngân | Taekwondo | –57 kg F    |
| Bronce         |           |             |
| —              |           |             |